# Druivenkoers 1970
La Druivenkoers 1970, decima edizione della corsa, si svolse il 2 settembre 1970 su un percorso di 143 km, con partenza ed arrivo a Overijse. Fu vinta dal belga Roger De Vlaeminck della squadra Flandria-Mars davanti ai connazionali Martin Van Den Bossche e Frans Verbeeck. Per De Vlaeminck fu la prima delle sue quattro vittorie in questa competizione, mentre Van Den Bossche e Verbeeck salirono entrambi per la seconda volta consecutiva sul podio, ma a posizioni invertite rispetto all'edizione precedente.

## Ordine d'arrivo (Top 3)
| Pos. | Corridore              | Squadra       | Tempo    |
| ---- | ---------------------- | ------------- | -------- |
| 1    | Roger De Vlaeminck     | Flandria-Mars | 3h26'00" |
| 2    | Martin Van Den Bossche | Molteni       |          |
| 3    | Frans Verbeeck         | Geens-Watney  |          |